# Райт, Марк (легкоатлет)
Маркус Сноуэлл Райт (англ. Marcus Snowell Wright, 21 апреля 1890 — 5 августа 1975) — американский легкоатлет, призёр Олимпийских игр.
Марк Райт родился в 1890 году в Чикаго. В 1912 году на Олимпийских играх в Стокгольме он завоевал серебряную медаль в прыжках с шестом, разделив второе место с соотечественником Фрэнком Нельсоном; при этом во время пробных соревнований он установил мировой рекорд, став первым в истории прыгуном с шестом, преодолевшим высоту в 4 м.